# Kanton Lagord
Der Kanton Lagord ist ein französischer Wahlkreis im Département Charente-Maritime und in der Region Nouvelle-Aquitaine. Er umfasst sechs Gemeinden im Arrondissement La Rochelle. Bei der landesweiten Neuordnung der französischen Kantone wurde er 2015 neu geschaffen.

## Gemeinden
Der Kanton besteht aus sechs Gemeinden mit insgesamt 27.200 Einwohnern (Stand: 1. Januar 2022) auf einer Gesamtfläche von 55,87 km²:
| Gemeinde      | Einwohner 1. Januar 2022 | Fläche km² | Dichte Einw./km² | Code INSEE | Postleitzahl |
| ------------- | ------------------------ | ---------- | ---------------- | ---------- | ------------ |
| Esnandes      | 2.132                    | 7,45       | 286              | 17153      | 17137        |
| Lagord        | 7.594                    | 8,04       | 945              | 17200      | 17140        |
| L’Houmeau     | 2.953                    | 4,22       | 700              | 17190      | 17137        |
| Marsilly      | 3.185                    | 11,91      | 267              | 17222      | 17137        |
| Nieul-sur-Mer | 5.805                    | 10,96      | 530              | 17264      | 17137        |
| Saint-Xandre  | 5.531                    | 13,29      | 416              | 17414      | 17138        |
| Kanton Lagord | 27.200                   | 55,87      | 487              | 1708       | –            |

## Politik
| Vertreter im Departementrat | Vertreter im Departementrat        | Vertreter im Departementrat |
| Amtszeit                    | Namen                              | Partei                      |
| --------------------------- | ---------------------------------- | --------------------------- |
| 2015–                       | Christian Fallourd Evelyne Ferrand | UMP                         |